# Scheepsbouwer
Scheepsbouwer is het beroep van iemand die schepen ontwerpt en laat bouwen. In de regel is het meer een ontwerper dan een bouwer, het bouwen van schepen gebeurde in werkelijkheid door scheepstimmerlieden, touwslagers en zeilmakers. De scheepsbouwer is meestal ook de eigenaar van de scheepswerf.

## Bekende scheepsbouwers
- Thomas Andrews, (1873-1912), scheepsbouwer van de RMS Titanic
- Johan Anker
- Fredrik Henrik af Chapman
- Henrik Hybertsson
- Freerk Liefkes Drenth, scheepsbouwer 19e eeuw te Oude Pekela
- John May (1694-1779), vanaf 1758 scheepsopperbouwmeester bij de Admiraliteit van Amsterdam
- Narcís Monturiol
- Ir. H.N. Prins (1888-1939)